# Gagea granulosa
Gagea granulosa är en liljeväxtart som beskrevs av Porphir Kiril Nicolai Stepanowitsch Turczaninow. Gagea granulosa ingår i Vårlökssläktet och i familjen liljeväxter. Inga underarter finns listade.